# Lascia ch'io pianga

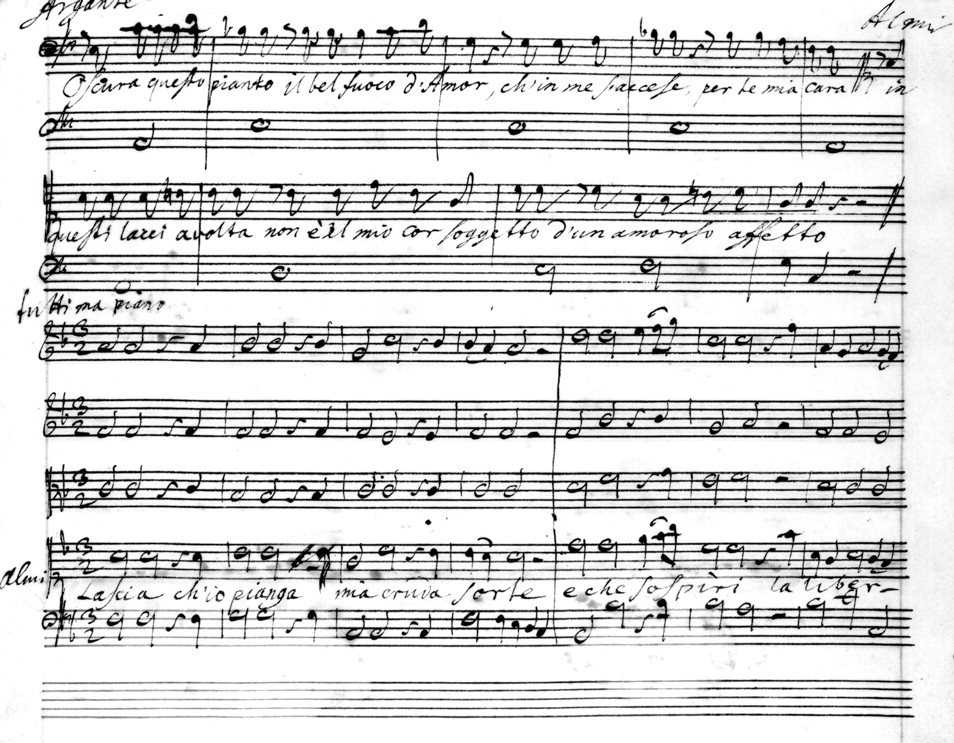
Manoscritto autografo del 1711, con le prime battute dell'aria

Lascia ch'io pianga è una celebre aria per soprano composta da Georg Friedrich Händel. 

## Musica
La melodia dell'aria era stata usata inizialmente come danza asiatica (sarabande) nell'Almira (1705). La musica è stata usata poi nell'aria Lascia la spina, cogli la rosa, affidata al Piacere nell'oratorio Il trionfo del tempo e del disinganno (1707). Haendel ha successivamente riutilizzato l'aria nel secondo atto del Rinaldo (1711), con un nuovo testo, affidato al personaggio di Almirena e rivolto al suo carceriere Argante. Il Rinaldo è stato un grande successo per Haendel, per cui l'aria è comunemente associata a tale opera ed è principalmente nota nella forma che ha in quest'ultima.
L'aria nel Rinaldo è scritta in fa maggiore, nel ritmo di sarabanda con un metro di 3⁄2 e una indicazione d'andamento di Largo. La strumentazione prevede violini I e II, viola e basso continuo, e una esecuzione dura mediamente cinque minuti. L'aria si è affermata come pezzo da concerto, interpretata e incisa da molti grandi artisti, e compare in diversi film.

## Testo
La prima versione dell'aria, dal Trionfo, è nel libretto di Benedetto Pamphilj:
Lascia la spina,

cogli la rosa;

tu vai cercando

il tuo dolor.

Canuta brina 

per mano ascosa,

giungerà quando

nol crede il cor.
La seconda e più celebre versione, dal Rinaldo, è nel libretto di Giacomo Rossi:
Lascia ch'io pianga

mia cruda sorte,

e che sospiri

la libertà.

Il duolo infranga

queste ritorte,

de' miei martiri

sol per pietà.